# Matia Bazar
Matia Bazar egy olasz popzenei együttes, amit Genovában alapítottak 1975-ben. Az együttes tagjai az idő folyamán cserélődtek, az eredeti tagok: Antonella Ruggiero (énekesnő), Carlo Marrale (gitáros, énekes), Aldo Stellita (basszusgitáros), Piero Cassano (billentyűs) és Giancarlo Golzi (dobos) voltak.

## Történet

### Megalakulás és az első sikerek: Antonella Ruggiero-korszak

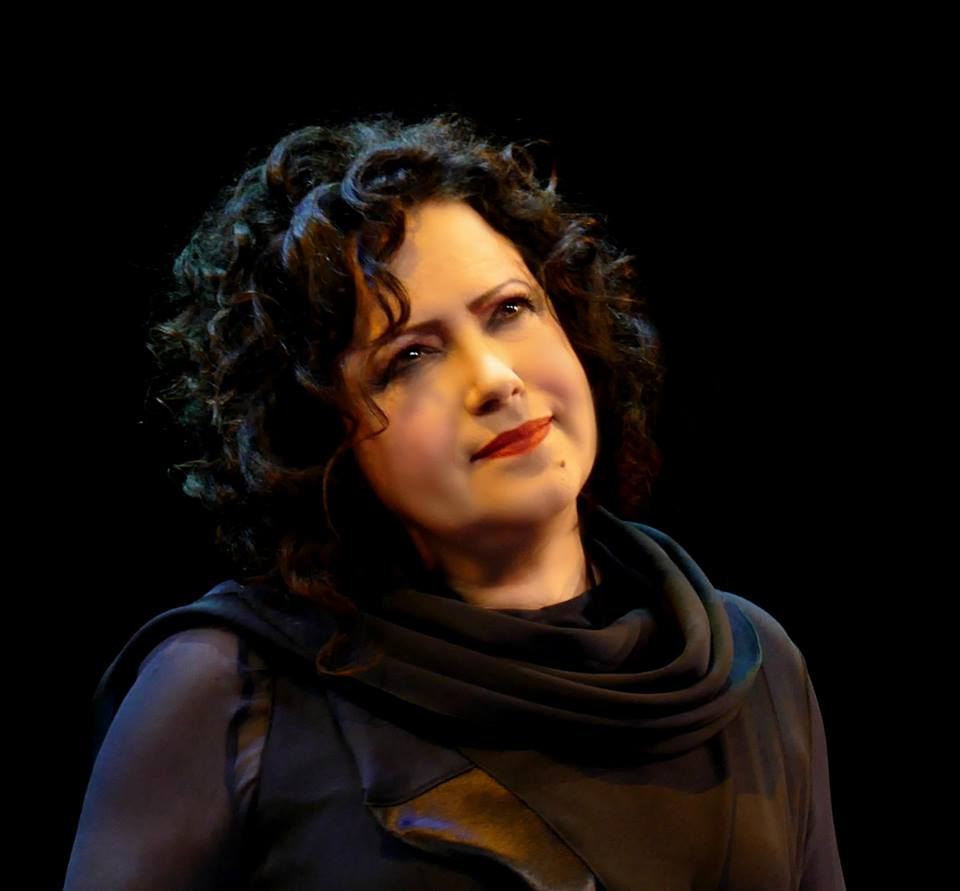
Antonella Ruggiero 1975–1989 között volt az együttes vezető vokalistája

A Matia Bazar Carlo Marrale, Piero Cassano és Also Stellita egyesüléséből jött létre, akik mind a Jet együttes tagjai voltak és hozzájuk csatlakozott Antonella Ruggiero, akinek művészneve: Matia volt és innen ered az együttes neve.
1975-ben debütáltak a Stasera…che sera (Ma este…micsoda egy este!) című kislemezükkel, amit az Ariston Records adott ki. Részt vettek Saint-Vincentben az Un disco per l'estate című zenei rendezvényen, amit a RAI közvetített. Ezt követve megjelent második kislemezük Per un'ora d'amore címen és az első nagylemezük Matia Bazar 1. címen.
Az első sikerüket, az 1976-ban megjelent a Cavallo Bianco (Fehér ló) című kislemezükkel aratták, ami stílusában progresszív rock volt. A dal a slágerlisták 20. helyéig ment fel és spanyol nyelven Caballo blanco címen jelent meg. 1977-ben először vettek részt a Sanremói Dalfesztiválon Ma perché (De miért?) című dalukkal, de kiselejtezték őket. A fiatalok közt népszerűek lettek és ekkor adták második nagylemezüket Gran Bazar címen. 1978-ban másodszor vettek részt a Sanremói Fesztiválon, amit ezúttal megnyertek E dirsi ciao (És azt mondani szia) című dalukkal. 1979-ben Olaszország képviseletében részt vettek az Eurovíziós Dalfesztiválon Jeruzsálemben, a Raggio di Luna (Holdfény) című dalukkal, amivel a 15. helyezést érték el, a daluk spanyol nyelven Rayo de Luna és angol nyelven Moonshine címen jelent meg. A siker többek közt Antonella jellegzetes szoprán hangjának köszönhető.
1980-ban kiadta az együttes az Il tempo del sole nagylemezét, amiről az Italian Sinfonia című dal került kislemezre és ezzel a dallal léptek fel a Festivalbaron. 1982. augusztus 21-én Misano Adriatico városban adtak koncertet, amit a Canale 5 közvetített, ahol Fantasia és Io ti voglio adesso dalaik mellett duettet énekeltek Loredana Bertè és Miguel Bosé énekesekkel.

### Az aranykor
Az 1980-as évek első felében újhullámos dalokkal várt ismertté, mint a Vacanze romane és az Elettroshock. Az előbbi dallal az együttes 1983-ban ismét részt vett a Sanremói Dalfesztiválon, amivel elnyerték a Kritikusok Díját. A dal egyben a Tango című nagylemeze előfutára, ami ez évben jelent meg. Az albumról az Elettroshock és az Il video sono io dalok váltak népszerűvé: az Elettroshock Olaszországban vezette a slágerlistát, emellett Európa több országában népszerű lett és még a Petőfi Rádió is leadta Tánczenei koktél című műsorukban. Il video sono io című dalból készítettek videóklipet, ami a Rai 1-n futó Domenica In műsorfolyam végefőcíme volt. A Vacanze romane dal elhozta az együttes első nemzetközi sikerét: a dallal szerepeltek a holland AVRO televízió TopPop című zenei műsorában. 1984-ben a Matia Bazar a Cercami ancora című dallal Tokióban lépett fel a World Popular Song Festival keretében. Ebben az évben jelent meg az együttes Aristocratica című nagylemeze, az együttest otthagyta Mauro Sabbione, aki a Liftiba együttessel kezdett dolgozni. Sergio Cossu ekkortól lett az együttes tagja.
1985-ben ismét részt vettek a Sanremói Dalfesztiválon a Souvenir című dallal, amivel ismét elnyerték a Kritikusok díját és a dal a Melanchólia című nagylemezük előfutára volt. 1985 nyarán az albumról a Ti Sento című daluk lett kislemezre kimásolva, ami a nyár slágere lett. A dal nemcsak Olaszországban, hanem Európa több országában is a slágerlisták élén volt: NSZK-ban, Belgiumban és Hollandiában is népszerű lett valamint a dal megjelent spanyol nyelven Te siento és angolul I feel you címen, ami miatt Spanyolországban is népszerű lett a dal. Ezzel a dallal felléptek a holland AVRO televízió TopPop műsorában ismét.
1987-ben az együttes Meló című nagylemeze jelent meg, a lemezről a Noi című dalból készült videóklip, amit Cinecittában forgattak és ezzel a dallal vettek részt az ez évi Festivalbaron, emellett elnyerték a Telegatto-díjat a legjobb olasz együttes kategóriában.
1988-ban ismét részt vettek a Sanremói Dalfesztiválon a La prima stella della sera (Az est első csillaga) című dalukkal, ami egy addig kiadatlan dalukként jelent meg az együttes ötödik válogatáslemezén. 1989-ben a Stringimi című dalukkal vettek részt az ez évi Festivalbaron, ami újabb sikert hozott. Az együttes kiadta tizenegyedik nagylemezét Red Corner címen, egyben ez volt az utolsó lemez amin Antonella Ruggiero énekelt. Antonella 1989-ben otthagyta az együttest, mert születendő gyermekével akart foglalkozni.

### Laura Valentekorszak
1990-ben Laura lett az együttes vezető vokalistája, 1991-ben debütált először nagyobb koncerten: Amszterdamban léptek fel 20 ezres tömeg előtt, ebben az évben adta ki az együttes az Anime pigre című albumot, ugyanebben az évben vettek részt a Cantagiro koncertturné sorozaton, ahol Vincenzo Spampinatoval duettben énekelte el az Antico suono degli dei (Istenek ősi hangjai) című dalt.
Az új taggal 1992-ben lépett fel a Matia Bazar először a Sanremói dalfesztiválon a Piccoli giganti (Kicsi óriások) című dallal a nagyok versenyében és a hatodik helyezettek lettek. Ezzel a dallal szerepeltek az ez évi Festivalbaron és a Cantagiro néhány állomásán is, emellett előadták a Ti Sento című ikonikussá vált dalukat is.
Az 1993-as Sanremói dalfesztiválon ismét részt vettek a Dedicato a te (Neked címezve) című dalukkal, amivel a nagyok kategóriájában a negyedik helyet érték el. Felléptek az ez évi Festivalbaron és a Cantagiro néhány állomásán. 1994-ben a Con il nastro rosa című daluk jelent meg.
1997-ben jelent az együttes Benvenuto a Sausalito című stúdió lemeze, utolsó lemez amin Laura énekelt a dalokon és Aldo Stellita volt a basszusgitáros. Aldonak 1997-ben már egyre súlyosabb tünetei voltak a tüdőrákja miatt, ami miatt egyre kevesebb nyilvános szereplést vállalt. 1998. július 8-án tüdőrákban 51 évesen meghalt Aldo Stellita basszusgitáros, az együttes egyik alapító tagja, ami miatt úgy tűnt, hogy az együttes is megszűnik. Aldo halála után elhagyta az együttest Laura Valente és Sergio Cossu, így az együttes vezető vokalista és billentyűs nélkül maradt.

### Újabb sikerek és Silvia Mezzanotte
A rövid pangást követően Golzinak sikerült visszahívni az együttesbe Piero Cassanot billentyűsnek, aki ekkor már zenei producer volt. Eldöntötték hogy az együttes felhagy az elvont, szofisztikális dalokkal és könnyebben emészthetőbb dalokat fognak írni. Golzi Silvia Mezzanottet javasolta az együttes vezető vokalistájának. Silvia a 2000-es Sanremói dalfesztiválon debütált, amin a Brivido caldo (Reszketően meleg) dalt adta elő és a 8. helyezést érték el. A következő évben a fesztiválon a 3. helyet érték el a Questa nostra grande storia d'amore (Ez a mi nagy szerelmi történetünk) című dallal.
2002-ben a fesztiválon 24 évvel első győzelmük után ismét győzelmet arattak a Messaggio d'amore (Szerelmes üzenet) című dalukkal.
2004-ben Silvia kilépett az együttesből, hogy szólókarrierjére tudjon koncentrálni.

### Roberta Faccani-korszak
Silvia helyébe Roberta Faccani lépett, aki 2004-től lett az együttes hivatalos vezető vokalistája, Robertával az együttes 5 éves szerződést kötött. Az új felállásban az együttes 2005-ben részt vett a Sanremói Dalfesztiválon a Grido d'amore (Szerelmi kiáltás) című dallal, amivel a 3. helyet érték el a dalversenyen. Ironikus módon az az évi fesztiválon Antonella Ruggiero az együttes egykori vokalistája szólóként vett részt és női kategóriában győzött.
2010-ben Roberta a szerződésének lejárta miatt hivatalosan is kilépett az együttesből. 2007-ben megjelent az együttes huszadik stúdió lemeze One1 Two2 Three3 Four4 címen, aminek elkészítésében együtt működött a piacenzai Nicolini gospelkórus.

## Diszkográfia

### Stúdió lemezek
- 1976 – Matia Bazar 1
- 1977 – Gran Bazar
- 1978 – Semplicità
- 1979 – Tournée
- 1980 – Il tempo del sole
- 1982 – Berlino, Parigi, Londra
- 1983 – Tango
- 1984 – Aristocratica
- 1985 – Melanchólia
- 1987 – Melò
- 1989 – Red Corner
- 1991 – Anime pigre
- 1993 – Dove le canzoni si avverano
- 1995 – Radiomatia
- 1997 – Benvenuti a Sausalito
- 2000 – Brivido caldo
- 2001 – Dolce canto
- 2005 – Profili svelati
- 2007 – One1 Two2 Three3 Four4
- 2008 – One1 Two2 Three3 Four4 – Volume due
- 2011 – Conseguenza logica
- 2012 – Conseguenza logica (Sanremo Edition)

### Válogatás lemezek
- 1977 – L'oro dei Matia Bazar – Solo tu
- 1987 – Stasera che sera
- 1987 – Solo tu
- 1987 – C'è tutto un mondo intorno
- 1988 – 10 grandi successi
- 1992 – Tutto il mondo dei Matia Bazar
- 1994 – Gold
- 1996 – Tutto il meglio dei Matia Bazar
- 1998 – Souvenir: The Very Best of Matia Bazar
- 1999 – Vacanze romane e altri successi
- 2001 – Sentimentale: le più belle canzoni d'amore…
- 2002 – Studio Collection
- 2002 – I grandi successi
- 2004 – Made in Italy
- 2006 – Le più belle canzoni di Matia Bazar
- 2006 – Collezione Italiana
- 2006 – DOC – Disco di Origine Controllata
- 2007 – The Best Platinum Collection
- 2007 – Solo grandi successi
- 2007 – The Platinum Collection
- 2008 – Per un'ora d'amore: The Virgin Collection
- 2011 – Fantasia – Best & Rarities
- 2012 – Essential

### Élő zenés lemezek
- 2002 – Messaggi dal vivo
- 2002 – Matia Bazar: I concerti di Live@RTSI 20 maggio 1981 (CD, VHS és DVD kiadásban is)
- 2015 – Matia Bazar 40th Anniversary Celebration (CD + 2 DVD kiadás)

## Zenei fesztiválok

### Cantagiro
- 1980: Italian Sinfonia
- 1991: Volo anch'io, Antico suono degli dei
- 1992: Piccoli giganti, Ti sento és más ismert dalaik
- 1993: Dedicato a te és más ismert dalaik
- 2005: Grido d'amore és más ismert dalaik
- 2008: az együttes különböző sikeres dalai

### Eurovíziós Dalfesztivál
- 1979: Raggio di Luna, 15. helyezés

### Festivalbar
- 1978: Tu semplicità
- 1980: Italian Sinfonia
- 1987: Noi és Mi manchi ancora
- 1989: Stringimi
- 1992: Piccoli giganti
- 1993:  Svegli nella notte
- 2000:  Non abbassare gli occhi

### Sanremói Dalfesztivál
| Év és kategória | Dal címe (szerzők – dalszerzők)                                                                   | Előadók     | Duettet éneklők | Helyezés                                        |
| --------------- | ------------------------------------------------------------------------------------------------- | ----------- | --------------- | ----------------------------------------------- |
| 1977            | Ma perché (Carlo Marrale, Piero Cassano és Aldo Stellita)                                         | Matia Bazar | -               | Döntős                                          |
| 1978            | E dirsi ciao (Giancarlo Golzi, Aldo Stellita, Piero Cassano, Carlo Marrale és Antonella Ruggiero) | Matia Bazar | -               | 1° (győztesek)                                  |
| 1983            | Vacanze romane (Carlo Marrale és Giancarlo Golzi)                                                 | Matia Bazar | -               | 4°                                              |
| 1985            | Souvenir (Aldo Stellita, Carlo Marrale és Sergio Cossu)                                           | Matia Bazar | -               | 10°                                             |
| 1988            | La prima stella della sera (Aldo Stellita, Sergio Cossu és Carlo Marrale)                         | Matia Bazar | -               | 19°                                             |
| 1992            | Piccoli giganti (Aldo Stellita, Sergio Cossu, Carlo Marrale és Laura Valente)                     | Matia Bazar | -               | 6°                                              |
| 1993            | Dedicato a te (Laura Valente, Maurizio Bassi, Sergio Cossu, Aldo Stellita és Carlo Marrale)       | Matia Bazar | -               | 4°                                              |
| 2000            | Brivido caldo (Giancarlo Golzi és Piero Cassano)                                                  | Matia Bazar | -               | 8°                                              |
| 2001            | Questa nostra grande storia d'amore (Giancarlo Golzi és Piero Cassano)                            | Matia Bazar | -               | 3°                                              |
| 2002            | Messaggio d'amore (Giancarlo Golzi és Piero Cassano)                                              | Matia Bazar | -               | 1° (győztesek)                                  |
| 2005            | Grido d'amore (Giancarlo Golzi és Piero Cassano)                                                  | Matia Bazar | Sergio Muniz    | Döntős (3ª helyezés az Együttesek kategóriában) |
| 2012            | Sei tu (Piero Cassano, Giancarlo Golzi és Fabio Perversi)                                         | Matia Bazar |                 | Nem jutottak be a döntőbe                       |